# اوگنیو دو کاسترو
اوگنیو دو کاسترو (به پرتغالی: Eugênio de Castro) یک منطقهٔ مسکونی در برزیل است که در ریو گرانده جنوبی واقع شده‌است. اوگنیو دو کاسترو ۴۱۹٫۳۲ کیلومتر مربع مساحت و ۲٬۳۵۲ نفر جمعیت دارد.